# Лихтенштајнци
Лихтенштајнци су германски народ из Лихтенштајна. Било је приближно 34.000 германских Лихтенштајнаца широм света на прелазу у 21. век.